# Liste der denkmalgeschützten Objekte in Krumbach (Vorarlberg)
Die Liste der denkmalgeschützten Objekte in Krumbach enthält die 5 denkmalgeschützten, unbeweglichen Objekte der Gemeinde Krumbach.

## Denkmäler
| Foto |                 | Denkmal                                                        | Standort                               | Beschreibung | Metadaten |
| ---- | --------------- | -------------------------------------------------------------- | -------------------------------------- | --- | --- |
| ja   | Datei hochladen | Mesnerhaus HERIS-ID: 31281 Objekt-ID: 28221                    | Dorf 4 Standort KG: Krumbach           | | BDA-Hist.: Q37941381 Status: Bescheid Stand der BDA-Liste: 2025-06-30 Name: Mesnerhaus GstNr.: .155                                               |
| ja   | Datei hochladen | Ehem. Bauernhof „Knappahüsle“ HERIS-ID: 21605 Objekt-ID: 17925 | Ladau 166 Standort KG: Krumbach        | | BDA-Hist.: Q37863706 Status: Bescheid Stand der BDA-Liste: 2025-06-30 Name: Ehem. Bauernhof „Knappahüsle“ GstNr.: .164                            |
| ja   | Datei hochladen | Villa Diana HERIS-ID: 21611 Objekt-ID: 17931                   | Oberkrumbach 123 Standort KG: Krumbach | Die Villa Diana ist eine Jugendstilvilla aus dem Jahr 1907, auf einer Anhöhe mit Blick in die Schweizer Berge gelegen. | BDA-Hist.: Q37863753 Status: Bescheid Stand der BDA-Liste: 2025-06-30 Name: Villa Diana GstNr.: .216 Villa Diana Oberkrumbach 123                 |
| ja   | Datei hochladen | Kath. Pfarrkirche hl. Martin HERIS-ID: 21606 Objekt-ID: 17926  | Standort KG: Krumbach                  | Die Pfarrkirche von Krumbach ist ein weitgehender Neubau aus dem frühen 19. Jahrhundert, ein schlichter Saalbau mit eingezogenem Chor, polygonalem Schluss und einem Kirchturm mit Zwiebelhelm, der sich im nördlichen Chorwinkel erhebt. Die 1973 errichtete Sakristei schließt östlich an den Turm an. | BDA-Hist.: Q18629830 Status: § 2a Stand der BDA-Liste: 2025-06-30 Name: Kath. Pfarrkirche hl. Martin GstNr.: .1 Pfarrkirche Hl. Martin (Krumbach) |
| ja   | Datei hochladen | Straßenbrücke, Gießenbrücke HERIS-ID: 21610 Objekt-ID: 17930   | Standort KG: Krumbach                  | Die überdachte Holzbrücke mit mehrfachem Hängewerk verbindet über die Bolgenach die Vorarlberger Gemeinden Krumbach und Riefensberg. Eine Jahreszahl im Dachgebälk weist auf das Baujahr 1792 hin. | BDA-Hist.: Q1523454 Status: § 2a Stand der BDA-Liste: 2025-06-30 Name: Straßenbrücke, Gießenbrücke GstNr.: 1984 Gießenbrücke (Krumbach)           |